# Jamboree mondial de 2023

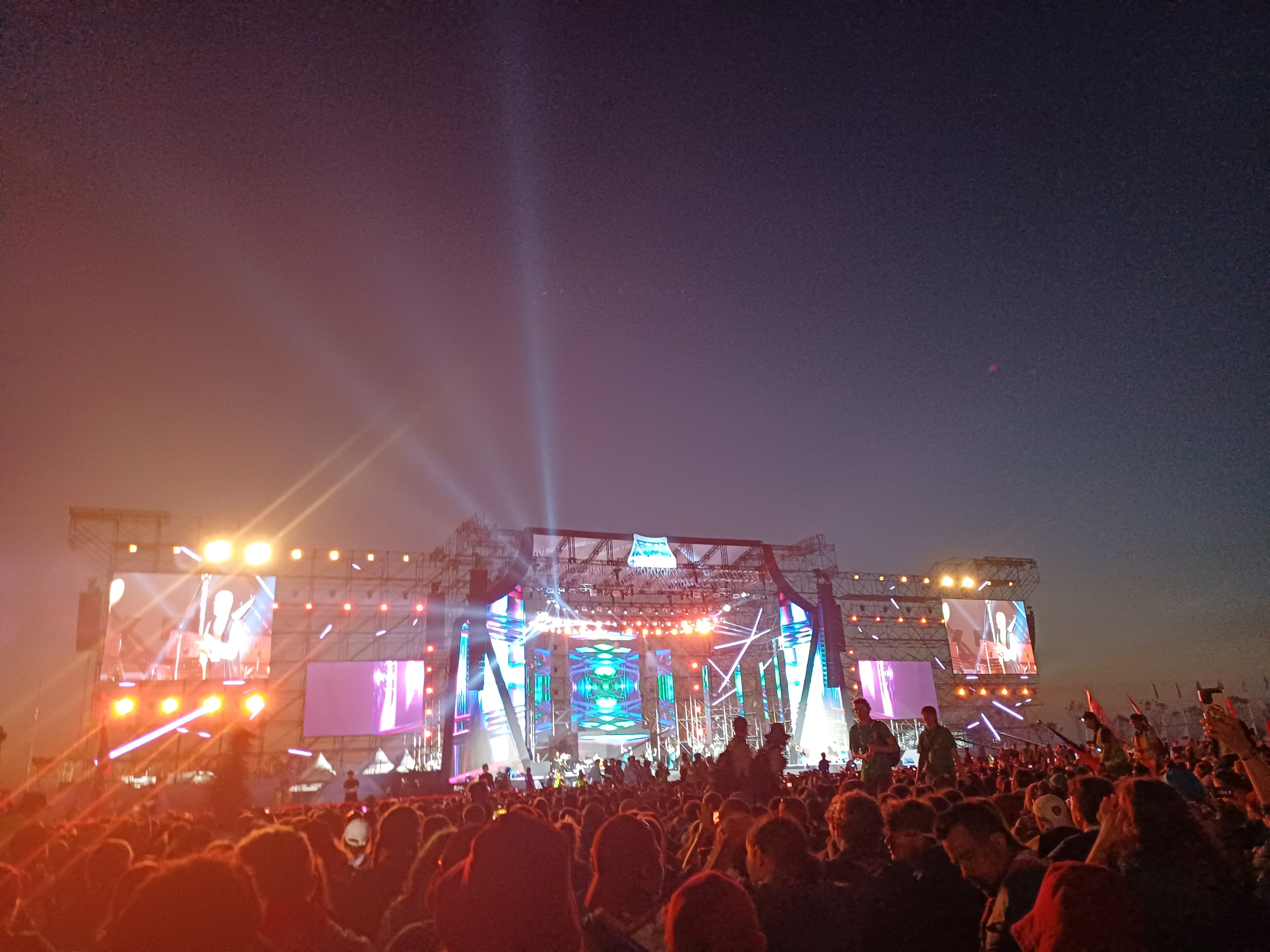
Cérémonie d'ouverture du Jamboree 2023

Le 25e Jamboree mondial est un rassemblement scout qui a lieu du 1er au 12 août 2023 en Corée du Sud, à Saemangeum dans la province du Jeolla du Nord. La Corée du Sud avait déjà accueilli le 17e Jamboree en 1991.
Le thème est « Dessine tes rêves ! », poussant les scouts à s'approprier leur festival.
Il rassemble des scouts âgés de 13 à 18 ans.  Plus de 43 000 jeunes de 153 pays y participent.

## Problèmes d'organisation
Les scouts ont dû faire face à des températures ressenties frôlant les 40 °C. Le 3 août, 1 486 participants ont demandé de l’aide à l’hôpital de campagne du site, sous-dimensionné pour répondre à cette demande.
Le 4 août, le président sud-coréen, Yoon Seok-youl, interrompt sa semaine de vacances pour intervenir,. Les délégations britanniques (4 500 personnes) et américaines ont anticipé leur départ pour retourner à Séoul ou pour s'installer dans la base américaine de Camp Humphreys,.
Les scouts ont aussi été confrontés à un manque d’eau, des problèmes de nourriture, des nuées de moustiques. Face à ces problèmes d'organisation, le rassemblement a été suspendu et les scouts dispersés à travers le pays via des tournées culturelles payées par le gouvernement, avant une dernière rencontre commune autour d'un concert de "K-pop Superlive",. La fin du rassemblement est anticipée en raison d'une alerte au typhon.